# Ivan Trinko
Ivan Trinko, psevdonim Zamejski, slovenski rimskokatoliški duhovnik, pesnik, pisatelj, filozof, prevajalec, jezikoslovec, kritik, skladatelj, slikar in buditelj narodne zavesti, * 25. januar 1863, Tarčmun (Tercimonte), Beneška Slovenija, † 26. junij 1954, Tarčmun.
Bil je vsestranski umetnik, ki je svojemu delu skušal dati dva predznaka: verskega in narodnega.

## Življenje
Rodil se je leta 1863 na Tarčmunu, v gorski vasici na jugozahodnem pobočju Matajurja, kot avstrijski državljan v kmečki družini očetu Antonu in materi Mariji (rojeni Golob). 21. in 22. oktobra 1866 je v Beneški Sloveniji (po vojni med kraljevino Italijo in Avstrijskim cesarstvom) potekal plebiscit, na katerem se je slovensko prebivalstvo v Benečiji odločilo za Italijo - Ivan Trinko je postal italijanski državljan. Oče ga je dal v osnovno šolo v Čedadu, leta 1875 pa je odšel v videmsko nadškofijsko semenišče. Novo mašo je imel leta 1886. Predstojniki so ga prosili, naj študij nadaljuje – postal je prefekt v semenišču in tri leta študiral filozofijo, ruščino, poljščino in češčino. Leta 1889 je postal profesor filozofije in italijanščine na nižji gimnaziji, leta 1894 pa je prevzel stolico filozofije v semenišču, ki jo je obdržal do upokojitve. V prostem času je učil beneške dijake knjižne slovenščine.
Leta 1942 ga je v Vidmu podrl vojak na kolesu. Po odpustu iz bolnišnice se je odpovedal službi in se oseminsedemdesetleten vrnil na Tarčmun v hišo nečakov. Imel je sobo in kapelo, bral je in študiral, sprejemal prijatelje in tam ostal do smrti leta 1954.

## Delo
Pisal je pesmi in jih objavljal v različnih slovenskih revijah (Ljubljanski zvon, Dom in svet, Slovenski svet, Slovan). Leta 1897 jih je v Gorici izdal v zbirki Poezije (COBISS). Te so neposredno nagovarjale rojake. Pisal je tudi krajšo prozo, kulturnozgodovinske in geografske članke, izdal knjigo Naši paglavci (COBISS), v kateri je bolje od številnih študij primorskim bralcem približal razmere, v katerih so živeli Slovenci hribovskih vaseh Benečije. Objavil je veliko ljudskih pripovednih besedil (Vodomec, Divje žene, Boter petelin in njegova zgodba) in v zemljepisnih zapiskih prikazal življenje v Reziji in Nadiških dolinah. Pisal je znanstvene eseje z različnih področij, pa tudi spomenice in politične dokumente, s katerimi se je zavzemal za pravice svojih rojakov.
Pomagal je pri geoloških raziskavah in skrbel, da bi slovensko geološko, speleološko in etnološko izrazoslovje prešlo v italijanski znanstveni tisk v izvirni obliki.
Pomembno je tudi Trinkovo prevajalsko delo. V italijanski jezik je iz različnih slovanskih jezikov prevedel več proznih in pesniških besedil. Ukvarjal se je tudi z literarno zgodovino (uvodi k pesniškim zbirkam) in filozofijo (več izvirnih esejev ter spisov o moderni italijanski filozofiji in filozofih pri Slovanih).
Trinko se je posvečal tudi likovni umetnosti. Znane so njegove perorisbe in risbe s svinčnikom. Leta 1900 je postal član Slovenskega umetniškega kluba v Ljubljani in se večkrat udeležil skupinskih razstav. Ukvarjal se je tudi z glasbo: pisal je glasbo na italijanska, latinska in slovenska cerkvena besedila. Njegov glasbeni opus obsega nad trideset skladb.
Kot vodnik in buditelj beneškega slovenstva se je vztrajno zavzemal za jezikovne in narodne pravice Slovencev. Podpiral in posredoval je prošnje svojih rojakov cerkvenim in prosvetnim oblastem, si prizadeval za zadovoljevanje kulturnih potreb in uveljavitev slovenščine ter bil tudi posrednik v tujem znanstvenem svetu. Njegovi občudovalci so ga imenovali »oče Beneških Slovencev«. V spomin nanj in za ovrednotenje njegovega dela so 1953 goriški kulturni delavci začeli izdajati Trinkov koledar.
Leta 2013 je bila v Čedadu po njem poimenovana ulica Via Ivan Trinko, kjer ima sedež tudi kulturno društvo Ivan Trinko.